# Utopia Planitia
Utopia Planitia è una zona pianeggiante ed uniforme della superficie del pianeta Marte e il suo più grande bacino d'impatto conosciuto con un diametro di 3.300 km. È caratterizzata dalla presenza di rocce e macigni provenienti da vicini crateri meteorici.
È il luogo in cui il 3 settembre 1976 atterrò il lander della sonda spaziale statunitense Viking 2, ad una distanza di 6000 km dalla zona di atterraggio del Viking 1. L'area è anche il sito di atterraggio della missione cinese Tianwen-1, che lanciata a luglio 2020 è atterrata sul suolo marziano con il rover Zhurong il 15 maggio 2021.
È situata agli antipodi della Argyre Planitia, centrata alle coordinate 46°42′N 117°30′E.

## Etimologia
La parola "utopia" deriva dal greco antico οὐ?, ou ("non") e τόπος, tópos ("luogo") e significa "non luogo" o "nessun luogo", indicando cioè un luogo che non esiste. La parola è stata coniata da Tommaso Moro e compare come titolo del suo romanzo Libellus vere aureus, nec minus salutaris quam festivus de optimo rei publicae statu, deque nova insula Utopia del 1516.

## Superficie
Molte rocce della Utopia Planitia appaiono isolate come se il vento avesse rimosso parte del suolo alla loro base. Si è formata una crosta superficiale dura derivante dalla dissoluzione dei minerali che risalgono dal suolo e evaporano in superficie.
Alcune aree della superficie mostrano una topografia con sfrangiature, come se fosse stata scavata con una paletta per gelati. Si ritiene che questa tipologia di superficie sia il risultato della degradazione di permafrost ricco di ghiaccio.
L'insieme degli aspetti presenti in quest'area (~35–50° N; ~80–115° E) ricorda i pingo delle regioni artiche terrestri.
Il 22 novembre 2016, la NASA comunicò il ritrovamento di un ingente quantitativo di ghiaccio d'acqua sotterraneo presente nella regione della Utopia Planitia. Il volume d'acqua è stato stimato essere equivalente a quello del Lago Superiore.

## Sito di atterraggio del Viking 2
- Latitudine 47,7° Nord
- Longitudine 225,4° Ovest[15]

## Nella fantascienza
Nella serie televisiva di fantascienza Star Trek, l'Utopia Planitia dà il nome al Cantiere navale di Utopia Planitia (Utopia Planitia Fleet Yards), un importante cantiere astronavale orbitale in cui sono state varate tutte le navi di Classe Galaxy, compresa l'Enterprise-D, e in cui è stata progettata e costruita la USS Voyager.
Nell'area marziana dell'Utopia Planitia è presente anche un cantiere di superficie.